# Cass County (Minnesota)
Cass County is een county in de Amerikaanse staat Minnesota.
De county heeft een landoppervlakte van 5.226 km² en telt 27.150 inwoners (volkstelling 2000). De hoofdplaats is Walker.
Cass County telt vele tientallen meren waaronder Leech Lake, Lake Winnibigoshish en Tenmile Lake.